# بيلشينفلو
بيلشينفلو (بالإنجليزية: Belchenflue)‏ هو أحد جبال سلسلة جورا وجزء من القمة الأم جبل روشن يقع في كانتون ريف بازل وكانتون سولوتورن, سويسرا. يبلغ ارتفاع الجبل حوالي 1099 متر، بينما يبلغ ارتفاع نتوء الجبل 44 متر.